# Cap Negret
El Cap Negret és un cap de l'illa d'Eivissa, que limita pel nord la badia de Sant Antoni de Portmany. Es troba a la vénda de Cas Ramons i al municipi de Sant Antoni de Portmany.

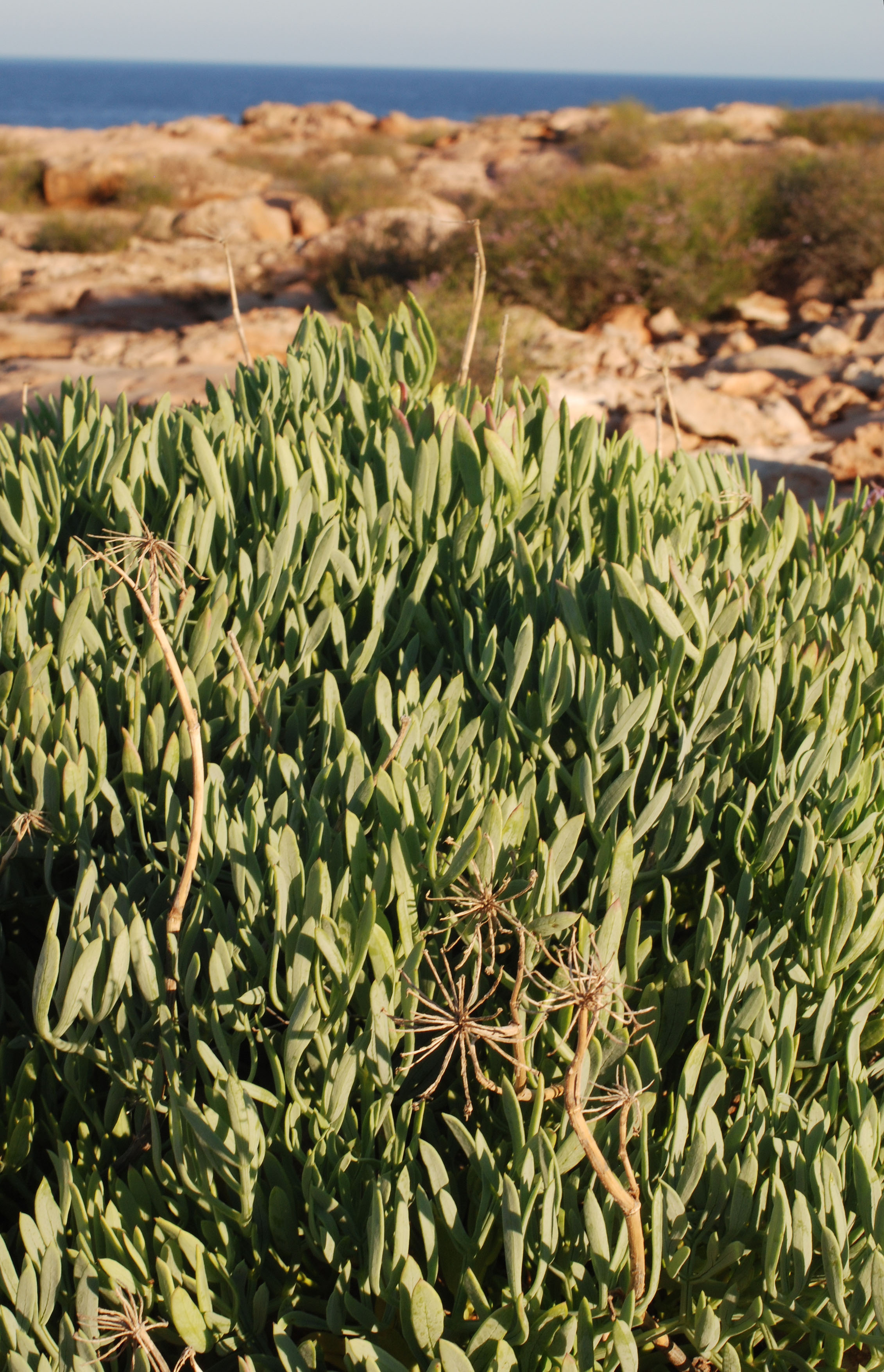
Fonoll marí al Cap Negret